# Birgit Cullberg
Birgit Cullberg (ur. 3 sierpnia 1908 w Nyköpingu, zm. 8 września 1999 w Sztokholmie) – szwedzka tancerka i choreografka.

## Życiorys
Studiowała malarstwo i później literaturę na Uniwersytecie Sztokholmskim. W wieku 27 lat została tancerką baletową, od 1935 była uczennicą Kurta Joossa w Dartington; wróciła z W. Brytanii do Szwecji w 1939. Współpracowała z zespołami baletowymi w Sztokholmie (m.in. z Królewskim Baletem Szwedzkim, w 1967 została dyrektorką Cullberg Balleten do 1984) i z wieloma zagranicznymi. Wielokrotnie realizowała dramaty taneczne do muzyki T. Rangströma (Panna Julia, 1950), B. Bartóka (Medea, 1957), H. Rosenberga (Adam i Ewa, 1961) i A. Pettersona (War Dances, 1979). Jej mężem był aktor Anders Ek, a synem choreograf i reżyser teatralny Mats Ek.